# Boscobel, Wisconsin (city)
Boscobel är en ort i Grant County, Wisconsin, USA.